# Cyrtodactylus adorus
Cyrtodactylus adorus là một loài thằn lằn trong họ Gekkonidae. Loài này được Shea, Wilmer & Amey mô tả khoa học đầu tiên năm 2011.